# Suzanne Griesbach
Suzanne Griesbach est une athlète française, marcheuse de 1,62 m pour 47 kg, née le 22 avril 1945, licenciée à l'AS Strasbourg. Elle possède 19 titres de championne de France individuels.

## Palmarès
- 42 sélections en équipe de France A, de 1979 à 1990

- Détentrice du record de France du 5 km marche à 3 reprises, en 1982, 1986, et 1987 en 22 min 49 s  06
- Détentrice du record de France du 10 km marche à 6 reprises, en 1981, 1982, 1983, 1984, 1986, et 1987 en 47 min 16 s  8
- Détentrice du record de France vétérans à 3 reprises, tant sur 5 que sur 10 km marche, entre 1987 et 1990

- Championne de France du 5 km marche à 8 reprises consécutives, de 1981 à 1988
- Championne de France du 10 km marche en 1981, 1982, 1983, 1984, 1986 et 1987
- Championne de France du 3 km marche en salle en 1983, 1985, 1986, 1987 et 1988